# Schützenreihe
Als Schützenreihe bezeichnet man eine Art der Aufstellung und Bewegung von militärischen Infanterie-Gruppen.

## Aufbau und Zusammensetzung

Aufbau der Schützenreihe

Der Gruppenführer geht im Normalfall voran und die Gruppenmitglieder folgen in einer vorher festgelegten und nummerierten Reihenfolge im Zickzack versetzt. Der MG-Schütze und sein Gehilfe (MG2) marschieren hintereinander. Jeder Soldat versucht nun in der Bewegung das Gelände für Deckung auszunutzen und den Sichtkontakt zum Vordermann nicht zu verlieren. Der stellvertretende Gruppenführer befindet sich zumeist am Ende der Reihe.

## Beobachtungsbereiche
Jeweils von der Position des Soldaten abhängig ist sein Beobachtungsbereich. Der erste Soldat beobachtet nach vorn, der letzte Soldat nach hinten und die verbleibenden Gruppenmitglieder jeweils die seitlichen Bereiche. Dabei ist es möglich, die Nummerierung der Soldaten zu nutzen (z. B. gerade Nummern beobachten die rechte, ungerade die linke Seite).
Optional kann auch noch ein Beobachter für den Luftraum eingeteilt werden, der selbigen im Auge behält.

## Sicherungsbereiche
Die Geländeform kann es notwendig machen, dass einzelne Soldaten seitlich hinausgeschoben werden müssen (z. B. am Fuß eines Dammes). Des Weiteren kann ein Trupp der Gruppe als Sicherung vorausgehen. Für diese Soldaten gelten spezielle Regeln, z. B. muss die Verbindung zum Gruppenführer gehalten werden oder die rasche Einordnung zurück in die Gruppe bei Kampfhandlungen erfolgen.

## Vorteile
Die Schützenreihe ermöglicht dem TE-Führer eine einfachere Führung seiner Teileinheit als beim Schützenrudel. Die Gruppe ist auch besser in der Lage, sich dem Gelände anzupassen, und ist damit weniger auffällig als in breiter geöffneter Ordnung. Auf Engstellen des Geländes (z. B. wenn auf Straßen marschiert werden soll) ist etwa ein Schützenrudel ohne Unterbrechung der Formation gar nicht umzusetzen. Der entscheidende Vorteil gegenüber dem Marschieren in der klassischen (etwa formaldienstmäßigen) Marschformation ist, dass während des Vorgehens etwas Aufklärung betrieben und sofort zum Feuerkampf übergegangen werden kann.

## Nachteile
Die Soldaten sind gegenüber dem Schützenrudel einer größeren Gefahr beim Feuerkampf ausgesetzt, wenn nicht auf breiter Front gefeuert werden kann. Gegenüber dem Marsch in Marschformation sowie auch der ungeordneten Fortbewegung („Schützenwolke“) ist die Marschgeschwindigkeit deutlich geringer, die Anstrengung größer.

## Erste Erwähnung
Erfunden wurde die Schützenreihe nach eigenen Angaben im Juni 1917 von dem deutschen Infanterie-Offizier Ernst Jünger, der ihre Anwendung in seinem Werk In Stahlgewittern (ab dessen Überarbeitung im Jahre 1934) folgendermaßen beschreibt:

„Ich wandte hier zum ersten Male eine besondere Art der Annäherung an einen gefährlichen Punkt an, die darin bestand, Mann hinter Mann in einem weiten Bogen darum herumzugehen. Stellte sich der Ort als besetzt heraus, so schaffte eine einfache Rechts-Linksbewegung eine flankierende Feuerfront. Nach dem Kriege habe ich diese Ordnung unter dem Namen der Schützenreihe in die Infanterie-Gefechtsvorschrift eingeführt.“